# アドラーノ
アドラーノ（イタリア語: Adrano）は、イタリア共和国シチリア州カターニア県にある都市であり、その周辺地域を含む人口約3万5000人の基礎自治体（コムーネ）。
エトナ山西麓に位置する商業都市で、この地域のオリーブや柑橘類の集散地である。

## 名称
イタリア語以外の言語では以下の名を持つ。
- シチリア語: Adranu

ローマ人はこの街をハドラヌムと改めた。アラブ人は Adarnu あるいはしばしば Adarna と呼んだ。ノルマン人は Adernio や Adriano と記した。1929年まで、この街の正式名称は Adernò であったが、最終的に Adrano に改められた。

## 地理

### 位置・広がり
シチリア島東部のカターニア県北部、エトナ山の西麓に位置するコムーネ。アドラーノ市街は、エトナ山山頂から南西へ17km、県都カターニアから北西へ28km、 エンナから東北東へ50km、 州都パレルモから東南東へ139kmの距離にある。

#### 隣接コムーネ
隣接するコムーネは以下の通り。括弧内のENはエンナ県所属を示す。
- ベルパッソ
- ビアンカヴィッラ
- ブロンテ
- カスティリオーネ・ディ・シチーリア
- チェントゥーリペ (EN)
- マレット
- ニコロージ
- ランダッツォ
- サンタルフィオ
- ザッフェラーナ・エトネーア

### 地勢
エトナ山の西麓にあたる。市域はシメト川 (en:Simeto) 水系およびサルソ川 (Salso) 水系の集水域で、その支川の水源となっている。

## 歴史

### 古代
紀元前400年ごろ、この地に勢力を広げようとしたシュラクサイの僭主ディオニュシオス1世によって、集落が作られた。彼はフェニキアの神アドラヌスにちなみ、この町にアドラノン（Adranon）と名付けた。
紀元前344年、ティモレオンの軍勢はこの町の付近で、シュラクサイの将軍であるレオンティーニのイケタスと戦った。その後、この町はマメルティニと呼ばれるカンパニア傭兵によってしばしば苦しめられることになる。
ローマ人（共和政ローマ）は、紀元前263年にこの街を征服し、ローマに敬意を表するための納税を義務付けられた civitas stipendiaria に位置付けた。執政官（コンスル）ウァレリウス (Valerius) は町を破壊し、住民を奴隷化して、近隣都市チェントゥーリペに住まう農場主たち (aratores) に労働者として売却した。紀元前137年、エウヌスはローマの抑圧に対して奴隷反乱を起こすが、成功はしなかった。その後のアドラーノは、チェントゥーリペの一部ということ以上のなにものでもなかった。
ローマ人たちはこの町をアドラヌム (Adranum) あるいはハドラヌム (Hadranum)と呼んだ。

### ビザンツ、アラブ、ノルマン
西ローマ帝国が崩壊すると、町はゲルマン民族によって数回略奪された。ただテオドリック大王の治世（495年 - 526年）においては、カッシオドルスによる統治によって状況は改善された。6世紀半ば、町は東ローマ帝国によって征服された。
950年頃、アラブ人のムーサはチェントゥリペとその周辺の都市を占領した。その後アドラーノは、シチリア首長国の一部となった。奴隷たちの荒廃した町は、原始的な小屋の集まりに過ぎなかった。しかし、イスラム教徒の支配者たちはシチリア人と熟練した農民に対して寛容を示し、アドラーノ周辺に機能的なインフラを整備した。それらの建物や構造物のうちいくつかは、Ponte dei Saraceni（サラセン人の橋）のように、今日も見ることができる。
1075年、Hugo of Yersey 率いるノルマン人は、Caid Albucazar の抵抗を排除し、この地域の征服に成功した。アドラーノはカターニア司教区の一部となり、僧侶 Ansgerius の統治下に置かれた。市民は、アラブ人が始めて成功させた農業と商業を引き継ぎ、町は繁栄をつづけた。ノルマン時代にはブドウの栽培、革細工、絹産業に影響された。

### 中世後期、封建主義の時代
12世紀終わり頃、ホーエンシュタウフェン家がシチリアに入ってきたことは、シチリア島とその住民に絶え間ない困難と紛争をもたらした。シチリアに残ったアラブ人たちは統治者によって激しく追及された。トロイーナ、エンテッラ (Entella) 、チェントゥリーペの要塞の中に無理やり集められた彼らは、武器をとって抵抗した。反乱は暴力的な結末を迎え、生き残った者は虐殺されるか拉致された。1265年、教皇クレメント4世がシャルル・ダンジューをシチリア王にし、ホーエンシュタウフェン家の南イタリア支配は終わった。この頃のアドラーノは猟師たちの小さな集落で、人口も1000人から300人に減少していた。
1282年、「シチリアの晩祷」はフランスによるシチリア支配を終わらせ、アラゴン王ペドロ3世が王となった。これ以後の期間は、住民である農民たちと地域のブルジョワジーとの絶え間ない紛争と特徴づけることができる。アドラーノはカタロニア人の地主 Garzia de Linguida の所有地となり、結局1286年に Luca Pellegrino の所有地となった。15世紀まで、この地域の財産と土地は、何人かの地主や貴族の間で争奪された。
15世紀から、シチリアはいわゆる「副王」による統治を受けた。1412年から1515年まで、アドラーノはモンカダ家 (Moncada) によって治められた。Giovan Tommaso Moncada (1466–1501)はノルマン人の城を改修し城塞化した。彼はギリシャ北部のイピロス地方からの難民がアドラーノ付近に定住することを認めた（これにより作られた町がビアンカヴィッラである）。モンカダ家の係累は、市内に多くの邸宅を構えた（その一つはのちに市庁舎として使われている）。都市の中心部に作られた広場は、6000人を数える住民の集会場所となった。このころ、サンタルチア修道院の建設が始まった。1693年、激しい地震はこの町に大きな被害を与えた。

### 近現代
18世紀はじめから1820年ころにかけてのアドラーノは、リソルジメントを掲げイタリア各地で頻発した反乱や政変（シチリアでは特に激しかった）の影響を受ける。1810年、アドラーノは周辺地域を束ねた行政区画の首府となり、地方裁判所が置かれた。
1860年にシチリアに上陸したジュゼッペ・ガリバルディは、さまざまな改革を行った。1860年7月1日、アドラーノに市議会が置かれ、don Lorenzo Ciancio が議長となった。著名な「ベッリーニ劇場」Teatro Bellini はこの日に遡り、都市が受けた多様な変化を証明するものとなっている。病院も同様に設立され、アドラーノはこの地方で最も裕福な町とみなされていた。
1920年代にアドラーノで活動を始めた改革派の説教者 don Vincenzo Bascetta は、反ファシズムの若き教授 Carmelo Salanitro とともに、農民の権利のための闘争を熱心に行った。その結果、町の周辺の溶岩の土地は、オリーブ畑やアーモンド畑に姿を変えることとなった。Carmelo Salanitro は1945年、マウトハウゼン強制収容所で死亡した。
第二次世界大戦中の1943年、アドラーノは戦禍による大きな被害を受けた。